# Kabinett Sylvain

Wappen von Haiti

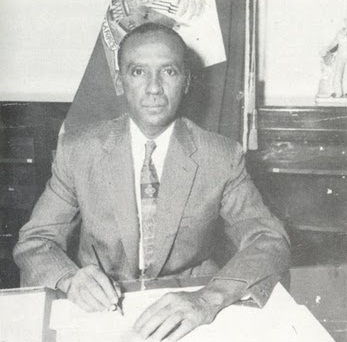
Präsident Franck Sylvain.

Das Kabinett Sylvain war die Regierung in Haiti unter dem kommissarischen Präsidenten Franck Sylvain vom 7. Februar bis zum 3. April 1957. Das Kabinett löste das Kabinett Pierre-Louis ab und wurde am 3. April 1957 durch den Chef des Generalstabes, Léon Cantave, abgesetzt, der daraufhin vom 6. April bis zum 20. Mai 1957 erst einen Regierungsrat einsetzte und schließlich zwischen dem 20. und dem 25. Mai 1957 erneut selbst das Amt als Präsident kommissarisch übernahm. Am 25. Mai 1957 wurde das Kabinett Fignolé gebildet.

## Geschichte
Nach dem Rücktritt Joseph Nemours Pierre-Louis übernahm die Armee für einige Tage die Leitung der Exekutive. Am 7. Februar 1957 ernannte das Parlament Franck Sylvain zum vorläufigen Nachfolger als Präsident. Artikel 81 der Verfassung von 1950 wurde daraufhin ignoriert und außer Kraft gesetzt. Franck Sylvain stellte ein Kabinett mit zehn Mitgliedern (acht Staatssekretäre und zwei Unterstaatssekretäre) zusammen und versprach, so bald wie möglich Wahlen zu organisieren. Sylvain wollte die von der politischen Klasse vorgeschlagenen Reformen durchführen und leitete die Maßnahmen ein, indem er die Registrierungen für die Wahlen einleitete. General Cantave wurde beschuldigt, auf andere Weise gewaltsame Unruhen geschürt zu haben, sich dessen aber bewusst zu sein und nichts zu unternehmen, und fand darin einen Vorwand, um ihn zum Rücktritt zu zwingen. Dies tat er am 3. April 1957. Anschließend wurde Sylvain verhaftet und unter Hausarrest gestellt.

## Kabinettsmitglieder
Dem Kabinett gehörten folgende Personen an:

### Staatssekretäre(Secrétaires d’état)
- Landwirtschaft und Handel (Agriculture et Commerce): André Mangonès
- Nationale Bildung (Education nationale): Christian Laporte
- Finanzen und Nationale Wirtschaft (Finance et Économie nationale): Francis Salgado
- Inneres und Nationale Verteidigung (Intérieur et Défense nationale): Thézalus Pierre Étienne
- Präsidialamt (Présidence): Pierre André Sajous
- Auswärtiges und Kulte (Relations extérieures et Cultes): Evrémont Carrié
- Öffentliche Gesundheit und Arbeit (Santé publique et Travail): Marc Augustin
- Öffentliche Arbeiten (Travaux publics): Antonio Rimpel

### Unterstaatssekretäre(Sous-Secrétaires d’état)
- Nationale Wirtschaft (Économie nationale): Windsor Laferrière
- Inneres/Kommunales (Intérieur (affaires communales)): Léonce Bernard

## Hintergrundliteratur
- National assembly votes Franck Sylvain. Replace Pierre-Louis: Second ‘cold revolution’ end, in: Haiti Sun,  Vol. VII, Nr. 20, 10. Februar 1957, S. 1, 26.